# 플레이스테이션 4 시스템 소프트웨어
플레이스테이션 4 시스템 소프트웨어(PlayStation 4 system software)는 플레이스테이션 4의 업데이트 가능한 펌웨어 및 운영체제이다. 운영 체제는 FreeBSD 9를 기반으로 하는 Orbis OS이다.

## 기술

### 시스템
플레이스테이션 4의 기본 운영 체제는 2012년 1월 12일에 출시된 FreeBSD 버전 9.0의 포크인 Orbis OS이다. 소프트웨어 개발 키트(SDK)는 소니가 선택한 LLVM 및 클랭을 기반으로 한다. C 및 C++ 프런트엔드 준수, C++11 지원, 컴파일러 최적화 및 진단한다. 커널 및 관련 구성 요소 외에도 포함되어 있고 언급할 가치가 있는 다른 구성 요소로는 카이로, 루아, 모노, OpenSSL, 웹킷 및 Pixman 렌더링 라이브러리가 있다. 플레이스테이션 4가 개방형 콘솔은 아니지만 이들 중 다수는 오픈 소스 소프트웨어이다.

#### GNM
플레이스테이션 4에는 GNM이라는 하위 수준 API와 GNMX라는 상위 수준 API라는 두 가지 그래픽 API가 있다. GNMX는 GNM을 둘러싸서 더 낮은 수준의 GPU 세부 정보를 관리한다. 예를 들어 GNMX에는 GPU 상수를 관리하는 컨스턴트 업데이트 엔진(Constant Update Engine)이라는 기능이 있다. 이 단순한 API에는 GPU 기능에 대한 보다 직접적인 액세스와 상당한 CPU 비용이 소요된다. GNM 및 GNMX는 각각 Direct3D 12 및 Direct3D 11과 유사하다.

#### PSSL
게임의 또 다른 주요 영역은 프로그래밍 가능한 픽셀 셰이더이다. 소니의 자체 PSSL(플레이스테이션 셰이더 언어)이 플레이스테이션 4에 도입되었다. PSSL은 DirectX 12의 HLSL 표준과 매우 유사하며 주로 전처리기 매크로를 통해 제거할 수 있는 미묘한 차이점만 있다.

### 그래픽 셸
플레이스테이션 4는 플레이스테이션 포터블 및 플레이스테이션 3에서 사용되는 크로스미디어바(XMB)와 플레이스테이션 비타 및 플레이스테이션 TV에서 사용되는 라이브에어리어와 달리 플레이스테이션 다이내믹 메뉴를 그래픽 셸로 사용한다. 플레이어에게 제공되는 옵션은 상황에 따라 달라지며 플레이어가 주어진 시간에 플레이스테이션 4를 사용하여 실제로 수행하는 작업에 따라 변경되기 때문에 "동적 메뉴"라는 이름이 붙었다. 이로 인해 이전 반복보다 탐색이 더 간단해졌다. 이 동적 메뉴는 사용자가 디스크 드라이브에 게임을 배치한 후 실제 게임 플레이를 시작하는 사이에 가능한 한 짧은 시간이 있도록 자체적으로 변경될 수 있다.
플레이스테이션 4의 사용자 인터페이스는 단순성을 최우선으로 시도한다. 엔터테인먼트 옵션의 주요 장소인 콘텐츠 영역은 가장 최근에 사용한 항목별로 정렬된 가로선의 큰 사각형 아이콘으로 눈에 띄게 표시된다. 사용자는 소셜 미디어 사이트인 핀터레스트를 연상시키는 벽돌 모양의 번갈아 나타나는 형태로 이 게이머 뉴스피드를 스크롤할 수 있다. 다른 많은 주요 개체에는 커서를 선택하면 추가 정보가 표시된다. 게임에는 다운로드 가능한 콘텐츠에 대한 뉴스 업데이트나 광고가 있을 수 있다. 최근에 플레이한 게임은 플레이스테이션의 라이브 및 인터넷 브라우저 애플리케이션과 같은 여러 필수 항목과 함께 타일을 받는다. 콘텐츠 아이콘 사용자 정의 및 정렬 방법에 대한 옵션을 통해 플레이어는 자신의 필요에 맞게 디스플레이를 구성할 수 있다.

## 같이 보기
- 플레이스테이션 3 시스템 소프트웨어
- 플레이스테이션 비타 시스템 소프트웨어
- 플레이스테이션 포터블 시스템 소프트웨어
- 엑스박스 시스템 소프트웨어
- 닌텐도 스위치 시스템 소프트웨어